# Кроуфут (ледник)
Кроуфут (англ. Crowfoot Glacier) — ледник в Национальном парке Банф в Альберте, Канада и в 32 км к северо-западу от озера Луиз. Ледник расположен на северо-восточном склоне горы Кроуфут.

## География
Ледник Кроуфут находится к востоку от континентального водораздела, и сток с него снабжает водой реку Боу. Ледник активно таял после окончания Малого ледникового периода и теперь потерял значительную часть своей массы, поэтому сейчас он отличается от ледника, который обнаружили первые исследователи. Площадь ледника составляла 1,5 км². Раньше он был соединён с ледяным полем Вапта, а в 1980-х годах считался частью меньшего ледового поля площадью 5 км².

## Галерея

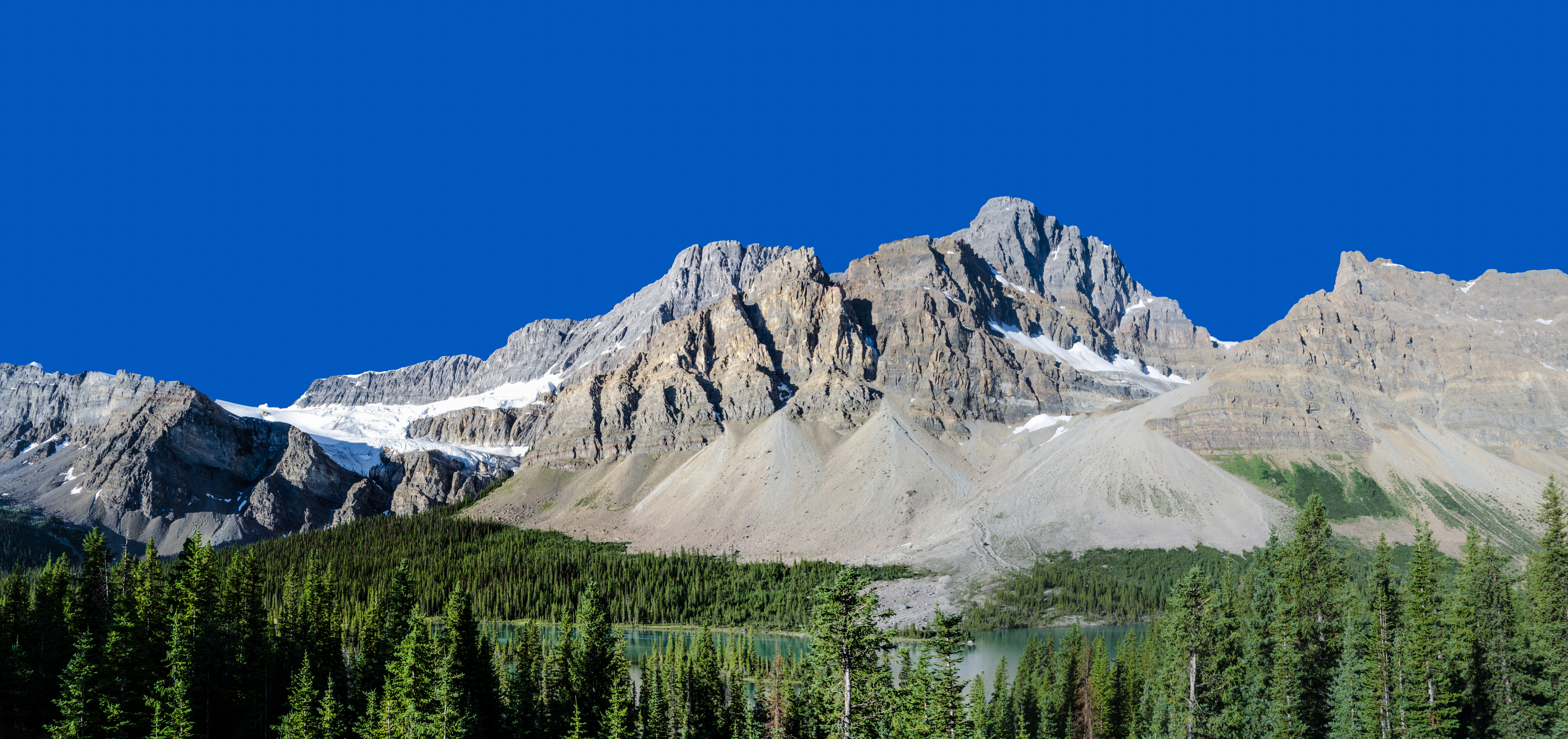
Панорама ледника Кроуфут в августе 2012 года с изображением ледника Кроуфут (слева) и горы Кроуфут (в центре)
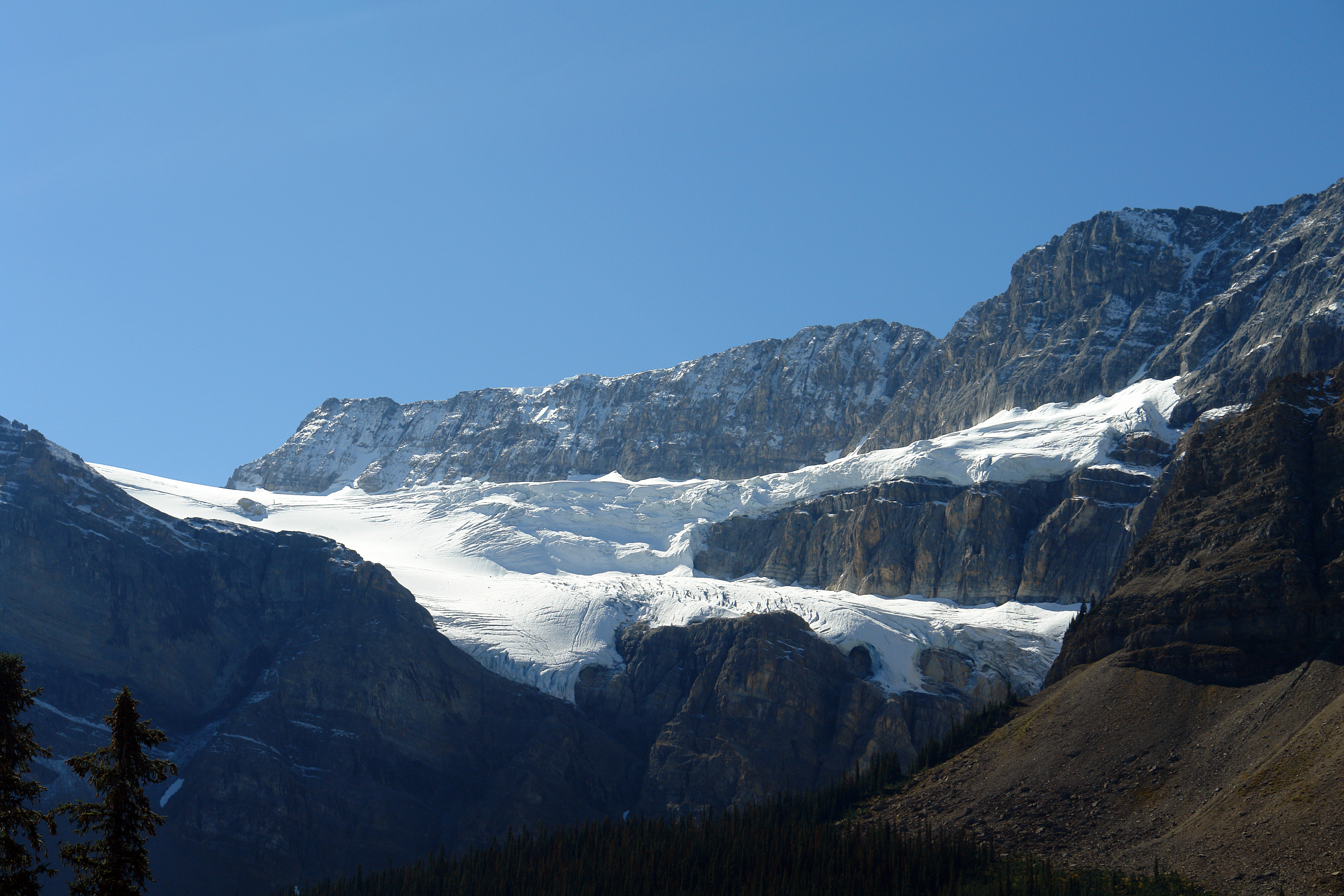
Ледник Кроуфут вблизи